# Paul Durin
Paul Joseph Durin (* 3. Januar 1890 in Maubeuge; † 24. Mai 1953 ebendort) war ein französischer Turner.

## Leben und Karriere
Durin turnte für den Verein La Maubeugeoise aus dem nordfranzösischen Maubeuge. Er nahm als Mitglied der französischen Turnriege an den Olympischen Sommerspielen 1908 in London teil, die den Mannschaftsmehrkampf auf dem fünften Rang unter acht teilnehmenden Nationen mit insgesamt 319 von 480 möglichen Punkten beendete. Der Mehrkampf bestand aus einer bis zu 30 Minuten dauernden Gruppenübung nach dem schwedischen System. Der 40-köpfigen Riege gehörten außerdem Léon Bogart, Albert Borizée, Nicolas Constant, Charles Courtois, Henri Debreyne, Louis Delattre, Alfred Delescluse, Louis Delescluse, Georges Demarle, Joseph Derou, Camille Desmarcheliers, Charles Desmarcheliers, Édmond Dharancy, Georges Donnet, Émile Duhamel, Albert Duponchelle, Alphonse Eggremont, G. Guiot, Léon Hennebicque, Hubert Hubert, Désiré Hudelo, Edmond Labitte, Louis Léstienne, Raymond Lis, Victor Magnier, Georges Nys, Joseph Parent, Alphonse Pinoy, Victor Polidori, Louis Poppe, Gustave Pottier, Louis Sandray, Édouard Schmoll, Émile Steffe, Émile Vercruysse, Hugo Vergin, Ernest Vicogne, Jules Walmée und Gustave Warlouzet an.
Erneut nahm Durin als Mitglied der französischen Turnriege um Georges Berger, Émile Boitelle, Émile Bouchès, René Boulanger, Alfred Bruyenne, Eugène Cordonnier, Léon Delsarte, Lucien Démanet, Victor Duvant, Fernand Fauconnier, Arthur Hermann, Albert Hersoy, Alphonse Higelin, Georges Hoël, Georges Lagouge, Paulin Lemaire, Ernest Lespinasse, Jules Pirard, Eugène Pollet, Louis Quempe, Georges Thurnherr, Marco Torrès, François Walker sowie den Brüdern Julien und Paul Wartelle an den Olympischen Sommerspielen 1920 in Antwerpen teil, die den Mannschaftsmehrkampf mit dem Gewinn der Bronzemedaille beschließen konnte.